# 相続王座決定戦
相続王座決定戦(そうぞくおうざけっていせん 英: Spilitting Heirs)は、1993年にアメリカで製作されたエリック・アイドル主演のブラック・コメディ。

## 概要
『ゴーストバスターズ』や『ミクロキッズ』で知られる俳優のリック・モラニスと、モンティ・パイソンの元メンバーであるエリック・アイドルが共演した本作は、アイドル自身が脚本を執筆し、製作総指揮をつとめ、主題歌も歌っている。コメディアンのエリック・アイドルが脚本ということだけあって、随所に皮肉やユーモアが見受けられる。日本では劇場未公開作品だが、ブレイク前のキャサリン・ゼタ＝ジョーンズを見ることが出来る貴重な作品である。個性あふれる出演陣の一人としてモンティ・パイソンのメンバーから、ジョン・クリーズも怪しい弁護士役として参加している。

## あらすじ
イギリスはロンドン郊外の町で、インド人移民の家庭で養子として暮らすトミー（エリック・アイドル）。トミーは自分をインド人であると信じ込み、銀行の株式ブローカーとして日々真面目に働くサラリーマンであった。だが、そんなトミーにある日転機が訪れる。銀行主であるボーンマス公爵が水難事故で死亡してしまうのだ。その為、跡取りとしてアメリカからやって来た“息子”のヘンリー（リック・モラニス）の面倒を見ることになったトミーは、ヘンリーの計らいで一躍大出世する。
事がうまく進み始めてきた頃、トミーは実は自分はボーンマス家の人間で、赤ん坊の頃にすり替えられたことが原因でヘンリーが公爵になり、15代目の公爵は自分であるという重大な事実を知る。そんなことともつゆ知らず、ヘンリーは美人なフィアンセのキティ（キャサリン・ゼタ＝ジョーンズ）とよろしくやりながら、自慢げにトミーにボーンマス家の豪華さを見せびらかす日々。
そんなヘンリーに次第に憎しみを抱き始めたトミーは、あるとき怪しげな弁護士（ジョン・クリーズ）にヘンリー殺害をたきつけられる。その気になり始めたトミーは、本来なら実の母親であるルシンダ（バーバラ・ハーシー）から強引に迫られながらもボーンマス家に近づき、彼の殺害を実行しようとするのだが、事はなかなかうまく行かず…。

## キャスト
- トミー・バタフライ・レインボー・ピース・パテル - エリック・アイドル
- ヘンリー・ブロック - リック・モラニス
- ルシンダ - バーバラ・ハーシー
- キティ - キャサリン・ゼタ＝ジョーンズ
- ラオール・シャドグラインド - ジョン・クリーズ
- アンジェラ - サディ・フロスト
- ミセス・ブロック - ブレンダ・ブルース

## スタッフ
- 監督：ロバート・ヤング
- 製作：サイモン・ボサンケット＆レッドモンド・モリス
- 製作総指揮：エリック・アイドル
- 脚本：エリック・アイドル
- 音楽：マイケル・ケイメン
- 撮影：トニー・P・ロバーツ
- 主題歌：エリック・アイドル